# Martin Koomen
Martin Koomen (Schiedam, 3 maart 1939) is een Nederlands documentalist, journalist en schrijver. 
Koomen begon in 1958 als journalist bij de Zwolse Courant, werkte vanaf 1960 bij Het Vrije Volk en was van 1970 tot begin 2000 documentalist bij Vrij Nederland. Hij leverde tevens bijdragen aan De Groene Amsterdammer, waar zijn zus Trinette sinds 1963 als secretaresse werkzaam is.
Naast romans en non-fictie schreef Koomen ook thrillers, onder andere over de fictieve geheim agent Robert Portland en diens jongere collega luitenant Eduard Fokkema.
Martin Koomen is een zoon van Jan Koomen. Deze was naast journalist ook perschef van de Hoofdstad Operette, de stichting Openbaar Kunstbezit en de VARA. 